# Sauris postalba
Sauris postalba är en fjärilsart som beskrevs av George Francis Hampson 1895. Sauris postalba ingår i släktet Sauris och familjen mätare. Inga underarter finns listade.